# 태원고등학교
태원고등학교(泰園高等學校)는 대한민국 경기도 성남시 분당구 야탑동에 있는 사립 고등학교이다.

## 학교 연혁
- 1986년 12월 5일 : 태원고등학교 설립인가(18학급)
- 1987년 1월 5일 : 초대 권오봉 교장 취임
- 1987년 3월 2일 : 개교 및 제1회 입학식(6학급)
- 1990년 2월 13일 : 제1회 졸업식
- 2002년 3월 1일 : 학칙변경(45학급)
- 2023년 9월 1일 : 제8대 김주동 교장 취임
- 2024년 1월 4일 : 제35회 졸업식
- 2024년 3월 4일 : 제38회 입학식

## 참고 자료
- 태원고등학교 - 한국교육학술정보원 학교알리미